# Ciclismo nos Jogos Pan-Americanos de 2023 - Velocidade por equipes masculino
A prova de velocidade por equipes masculino do ciclismo nos Jogos Pan-Americanos de 2023 foi disputada em 24 de outubro de 2023 no Velódromo, em Peñalolén. Um total de 21 ciclistas de sete Comitês Olímpicos Nacionais (CON) participaram do evento.

## Calendário
Horário local (UTC−3).
| Data          | Hora  | Fase           |
| ------------- | ----- | -------------- |
| 24 de outubro | 11:41 | Qualificatória |
| 24 de outubro | 18:20 | Finais         |

## Medalhistas
|  | CAN Canadá                             |  | COL Colômbia                                  |  | MEX México                                |
|  | Tyler Rorke Nick Wammes James Hedgcock |  | Carlos Echeverri Rubén Murillo Kevin Quintero |  | Jafet López Juan Ruiz Terán Edgar Verdugo |

## Resultados

### Qualificatória
As duas equipes mais rápidas avançam para a disputa da medalha de ouro e as duas seguintes para a disputa da medalha de bronze.
| Pos. | CON                   | Ciclistas                                            | Tempo  | Notas |
| ---- | --------------------- | ---------------------------------------------------- | ------ | ----- |
| 1    | CAN Canadá            | Tyler Rorke Nick Wammes James Hedgcock               | 43.829 | Q     |
| 2    | COL Colômbia          | Carlos Echeverri Rubén Murillo Kevin Quintero        | 43.950 | Q     |
| 3    | MEX México            | Jafet López Juan Ruiz Terán Edgar Verdugo            | 44.569 | QB    |
| 4    | USA Estados Unidos    | Joshua Hartman Dalton Walters Evan Boone             | 44.636 | QB    |
| 5    | ARG Argentina         | Juan Bautista Rodríguez Leandro Bottasso Lucas Vilar | 44.670 |       |
| 6    | TTO Trinidad e Tobago | Zion Pulido Kwesi Browne Nicholas Paul               | 44.887 |       |
| 7    | CHI Chile             | Mariano Lecaros Joaquín Fuenzalida Diego Fuenzalida  | 45.960 |       |

### Finais
Os vencedores de cada disputa conquistam as respectivas medalhas.
| Pos.                | CON                | Ciclistas                                     | Tempo  | Notas |
| ------------------- | ------------------ | --------------------------------------------- | ------ | ----- |
| Disputa pelo ouro   |                    |                                               |        |       |
| Medalha de ouro     | CAN Canadá         | Tyler Rorke Nick Wammes James Hedgcock        | 43.396 |       |
| Medalha de prata    | COL Colômbia       | Carlos Echeverri Rubén Murillo Kevin Quintero | 43.421 |       |
| Disputa pelo bronze |                    |                                               |        |       |
| Medalha de bronze   | MEX México         | Jafet López Juan Ruiz Terán Edgar Verdugo     | 44.037 |       |
| 4                   | USA Estados Unidos | Joshua Hartman Dalton Walters Evan Boone      | 44.229 |       |